# Maladera signatitarsis
Maladera signatitarsis är en skalbaggsart som beskrevs av Brenske 1898. Maladera signatitarsis ingår i släktet Maladera och familjen Melolonthidae. Inga underarter finns listade i Catalogue of Life.